# Nordisk Diesel
Nordisk Diesel A/S war ein dänischer Hersteller von Automobilen.

## Unternehmensgeschichte
Die Maschinenfabrik aus Kopenhagen begann 1949 mit der Produktion von Automobilen nach einer Lizenz der Standard Motor Company. Der Markenname lautete Nordisk Standard. Der Vertrieb erfolgte durch die Bur-Wain Autodiesel A/S in Kopenhagen. Pro Woche entstanden 15 bis 20 Fahrzeuge. 1956 endete die Produktion.

## Fahrzeuge
Das einzige Modell war ein Lizenzbau des Standard Vanguard.